# Rolldabeats
rolldabeats (ранее Tarzan) — онлайновая база данных, посвященная сбору музыки в жанрах drum'n'bass и jungle, и в схожих с ними музыкальных направлениях. rolldabeats был основан в феврале 2005 года веб-мастером Тийсом Энгельсом (англ. Thijs Engels) и веб-дизайнером Томом «Haste» Джонсоном (англ. Tom «Haste» Johnson). На 2010 год база данных содержала, согласно сайту, информацию о более чем 100 000 синглов, выпущенных более чем 20 000 музыкантов.

## История
rolldabeats первоначально представлял собой небольшую базу данных, хранящуюся на компьютере Тийса Энгельса сначала в виде текстового файла, а затем в виде Excel-таблицы. Через пять лет Тийс решил создать интернет-базу данных на основе своей коллекции. Так в 2001 году появился Tarzan (tarzan.spoox.org/). Для увеличения объёмов информации на сайте он использовал ресурсы его посетителей через гостевую книгу и форум.
В 2005 году один из участников форума Tarzan, Том «Haste» Джонсон, провёл редизайн сайта. После чего, в феврале, база данных и форум были перенесены на отдельный домен rolldabeats.com, получив таким образом своё окончательное название. На текущий момент сайт поддерживается силами двух его владельцев и восьми модераторов. За прошедшие годы ими, при поддержке рядовых пользователей, была собрана информация о более чем 100 000 синглов и более чем 20 000 музыкантов.
Сайт был дважды номинирован на премию Dutch Drum 'n' Bass Awards в 2006 и 2007 годах в категории  «лучший веб-сайт» (англ. Best Website). Однако, в обоих случаях rolldabeats проиграл DnBForum.nl
Также сайт поучаствовал в организации серии DJ-миксов, получивших название «A Decade in the Mix». Целью подобных мероприятий было желание показать как развивался жанр drum'n'bass в 90-е годы XX столетия.

## Содержание
rolldabeats предоставляет информацию о музыкантах, релизах и звукозаписывающих компаниях. Эта информация содержит номера по каталогу лейблов, трек-листы, даты выпуска и обложки альбомов и синглов. Сайт предлагает достаточно активный Интернет-форум для объявлений и публикаций информации о новых релизах. Владельцы rolldabeats также рассматривают возможность включения в функционал сайта аудио- и видеопроигрывателя.